# Palicourea vulcanalis
Palicourea vulcanalis là một loài thực vật có hoa trong họ Thiến thảo. Loài này được Standl. ex C.M.Taylor mô tả khoa học đầu tiên năm 1997.